# 위효관

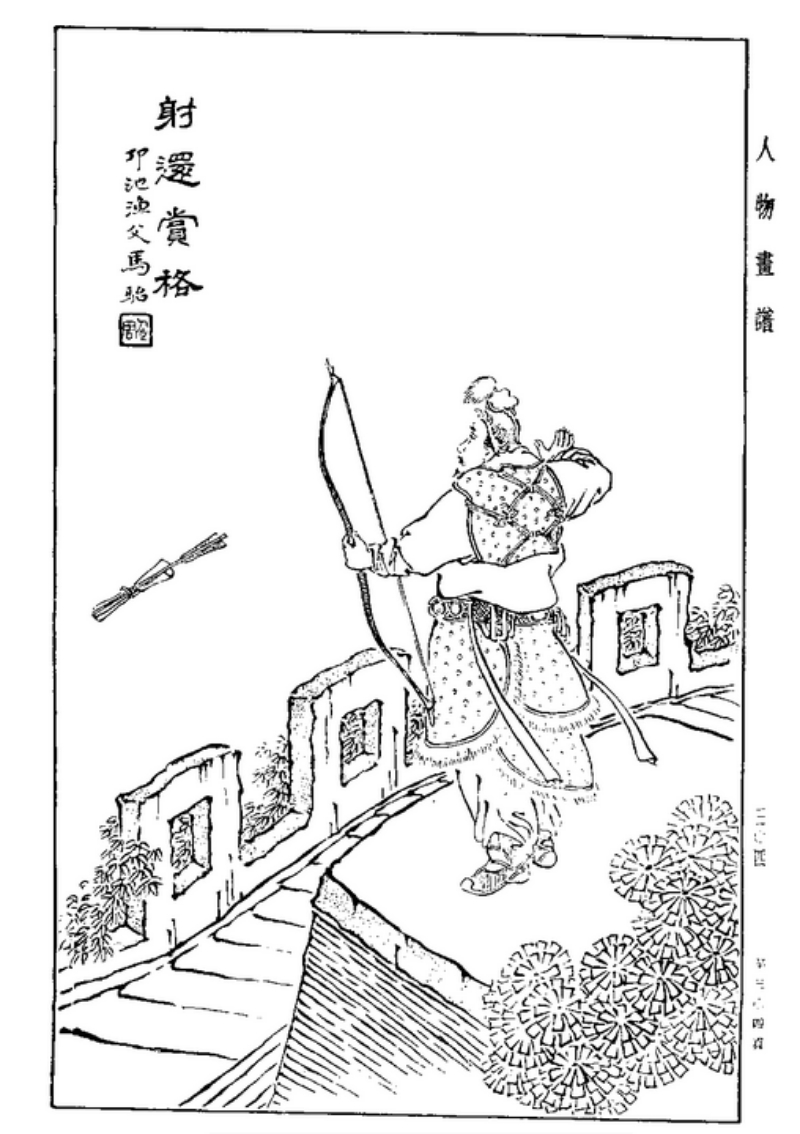
위효관

위효관(韋孝寬, 509년 ~ 580년 12월 19일)은 중국 남북조시대 서위, 북주의 명장으로, 이름은 관(寬),일명 숙유(叔裕), 자는 효관(孝寬)으로 경조군(京兆郡) 두릉현(杜陵县) 사람이다. 경조 위씨(京兆 韋氏) 운공(鄖公) 계 방시조이다.